# Frýdlant nad Ostravicí
Frýdlant nad Ostravicí är en stad i Tjeckien. Den ligger i den östra delen av landet, 290 km öster om huvudstaden Prag. Frýdlant nad Ostravicí ligger 355 meter över havet och antalet invånare är 9 824.
Terrängen runt Frýdlant nad Ostravicí är kuperad åt sydväst, men åt nordost är den platt.Runt Frýdlant nad Ostravicí är det ganska glesbefolkat, med 30 invånare per kvadratkilometer. Närmaste större samhälle är Frýdek-Místek, 10,1 km norr om Frýdlant nad Ostravicí. I omgivningarna runt Frýdlant nad Ostravicí växer i huvudsak blandskog.